# Last to Know
Last to Know је трећи сингл са албума Try This америчке певачице Пинк. Песма је објављена као сингл у Европи 2004. године пласирајући се око 20. места на холандским и британским топ-листама. У осталим земљама Европе сингл је ушао у топ 50, док је у Аустралији објављен само као радио сингл.

### Музички спот
Промотивни спот за песму је био направљен од снимака са концерта које је Пинк одржала у Европи. „Прави“ спот је био заказан за снимање али је због слабе продаје албума отказан.

### Топ листе
| Земља                | Врх |
| -------------------- | --- |
| Аустрија             | 48  |
| Уједињено Краљевство | 21  |
| Ирска                | 23  |
| Немачка              | 66  |
| Холандија            | 22  |
| Швајцарска           | 46  |